# المردمة
المردمة، هي مركز من المراكز الإدارية تقع في محافظة عفيف، والتابعة لمنطقة الرياض في السعودية. وتبعد المردمة عن محافظة عفيف بمسافة تقارب (43) كم. تكتسب أهميتها لكونها أحد معالم عالية نجد التاريخية البارزة وأحد معالم الجزيرة العربية فقد تكرر ذكرها في عدة كتب تاريخية وأيضا لكونها غنية بالمياه الجوفية. وهي قرية متكاملة الخدمات.

## السكان
{{ يسكن في مركز المردمة 7000الاف نسمة تقريباً، ويرأس مركزها مؤسسها الشيخ وريك الهرس رحمه الله ،انتقلت الأمارة بعد وفاته لإبنه ناصر بن وريك}}. 

## المناخ
يسود  المردمة في الوقت الحاضر مناخ صحراوي مشابه لمناخ بقية المدن في محافظة قاري يتميز بالحرارة والجفاف في فصل الصيف والبرودة في فصل الشتاء مع أمطار متوسطة، ومدى حراري يومي وفصلى كبير. ويبلغ معدل درجة الحرارة في المردمة حوالي 30 م والرطوبة 33.1% ومعدل الأمطار السنوية 84.4 مم.
.

## الموقع والجغرافيا
تقع المردمة في عالية نجد من جهة الغرب جنوب شرق محافظة عفيف.حيث تقع في مايسمى بمنطقة الدرع العربي الذي يمتاز بالصخور النارية والمتحولة ويتسم بصلابة صخوره وعدم مساميتها. أبرز المعالم الجغرافية في  المردمة هي جبال  المردمة والنير وبحيرة صفاق. تمتاز المردمة بوفرة المياه الجوفية وقد كانت محطة يتوقف عندها الكثير من المسافرين والقادمين للحج والعمرة. كذلك تمتاز بصخورها الفريدة (رخام – أركوز – انديزايت – ريولايت) ويطلق على هذه المجوعة الصخرية مجموعة المردمة (نسبة إلى المردمة) والتي تعتبر أحد المجموعات الصخرية التسع الموجودة في الجزيرة العربية.

## نبذة تاريخية
كان يقطنها بني أبي بكر بن كلاب وبني ربيعة بن عبد الله بن أبي بكر.
كتب ياقوت الحموي في كتابه "معجم البلدان":
المردمة أيضا ذكرت في عدد كبير من الكتب التاريخية.